# Championnats du monde de patinage de vitesse sur piste courte 2008
Navigation
Édition précédente Édition suivante
Les Championnats du monde de patinage de vitesse sur piste courte se sont déroulées à Gangneung en Corée du Sud entre le 7 mars 2008 et le 9 mars 2008. L'évènement est géré par l'Union internationale de patinage.

## Palmarès
| Hommes |                 |                  |                       |                       |
| Date   | Épreuve         | Or               | Argent                | Bronze                |
| 8 mars | 500 m           | Apolo Anton Ohno | Charles Hamelin       | Kyung-Taek Song       |
| 9 mars | 1 000 m         | Ho-Suk Lee       | Apolo Anton Ohno      | Kyung-Taek Song       |
| 7 mars | 1 500 m         | Kyung-Taek Song  | Ho-Suk Lee            | Charles Ryan Leveille |
| 9 mars | 3 000 m         | Lee Seung-Hoon   | Charles Ryan Leveille | Apolo Anton Ohno      |
| 9 mars | 5 000 m relais  | Corée du Sud     | Canada                | Royaume-Uni           |
| 9 mars | Toutes épreuves | Apolo Anton Ohno | Ho-Suk Lee            | Kyung-Taek Song       |

| Femmes |                 |              |                 |                   |
| Date   | Épreuve         | Or           | Argent          | Bronze            |
| 8 mars | 500 m           | Meng Wang    | Liu Qiuhong     | Kalyna Roberge    |
| 9 mars | 1 000 m         | Meng Wang    | Yang Zhou       | Kalyna Roberge    |
| 7 mars | 1 500 m         | Meng Wang    | Shin-Young Yang | Yang Zhou         |
| 9 mars | 3 000 m         | Yang Zhou    | Eun-Ju Jung     | Katherine Reutter |
| 9 mars | 3 000 m relais  | Corée du Sud | Canada          | Chine             |
| 9 mars | Toutes épreuves | Meng Wang    | Yang Zhou       | Shin-Young Yang   |

## Tableau des médailles
| Rang | Nations      |   |   |   | Total |
| 1    | Corée du Sud | 5 | 4 | 4 | 13    |
| 2    | Chine        | 5 | 3 | 2 | 10    |
| 3    | États-Unis   | 2 | 2 | 3 | 7     |
| 4    | Canada       | 0 | 3 | 2 | 5     |
| 5    | Royaume-Uni  | 0 | 0 | 1 | 1     |